# Michel Bibard
Michel Bibard (Amboise, 30 de novembro de 1958) é um ex-futebolista profissional francês que atuava como defensor, campeão olímpico em Los Angeles 1984

## Carreira
Michel Bibard representou o seu país nos Jogos Olímpicos de Verão de 1984, conquistando a medalha de ouro.